# Christoph Biermann
Christoph Biermann (* 23. Dezember 1960 in Krefeld) ist ein deutscher Sportjournalist und Buchautor. Er schreibt überwiegend im Bereich Fußball, sowohl in der aktuellen Sportberichterstattung und -kommentierung als auch in übergreifenden Themen wie Fankultur und Fußballtaktik.

## Leben
Christoph Biermann wuchs mit seinem drei Jahre jüngeren Bruder in Herne auf. Zusammen mit seinem Vater besuchte er seit 1971 Fußballspiele von Westfalia Herne. Nach dem Abitur 1979 absolvierte er ein Studium der Germanistik und Geschichte an der Ruhr-Universität Bochum. In Bochum besuchte er 15 Jahre lang – bis zu seinem Umzug nach Köln 1992 – jedes Heimspiel des VfL Bochum.
Bereits während seiner Studienzeit war er freier Mitarbeiter für die Sportseite der taz und Musikredakteur beim Bochumer Magazin Marabo. Nach seinem Studienabschluss 1987 arbeitete er als freier Mitarbeiter für verschiedene Print- und Rundfunkmedien (u. a. Stern, Die Zeit). 1990 besang er eine Single mit den Liedern Deutscher Meister wird nie der VfL (A-Seite) und Deutscher Meister wird nur der VfL (B-Seite). Von 1996 bis 1999 saß er in der Chefredaktion des Hattrick Fußballmagazins. Von 1999 bis 2006 war er Sportkorrespondent bei der Süddeutschen Zeitung. Danach wechselte er zum Nachrichtenmagazin Der Spiegel/Spiegel Online. Seit 2004 ist er als Kolumnist für das Monatsmagazin 11 Freunde tätig und gehört dort mittlerweile der Chefredaktion an. Im Hörfunk kommentiert Biermann montags zwischen 18 und 20 Uhr den abgelaufenen Bundesligaspieltag in der Sendung 1 Live Elfer.
Seit Ende der 1990er-Jahre veröffentlicht er in loser Folge Bücher zum Thema Fußball. Viele davon wurden auch in andere Sprachen übersetzt. Er ist Mitglied der Deutschen Akademie für Fußball-Kultur. Christoph Biermann lebt in Berlin.

## Werke
- Wenn du am Spieltag beerdigt wirst, kann ich leider nicht kommen: die Welt der Fussballfans. Kiepenheuer und Witsch, Köln 1995, ISBN 3-462-02464-7.
- Fußball ist ein Spiel für 22 Leute, und am Ende gewinnt immer Deutschland: außer manchmal; ein WM-Tagebuch. Verlag Die Werkstatt, Göttingen 1998, ISBN 3-89533-238-0.
- Der Ball ist rund, damit das Spiel die Richtung ändern kann: wie moderner Fußball funktioniert, mit Ulrich Fuchs. Kiepenheuer und Witsch, Köln 1999, ISBN 3-462-02857-X. (2., überarb. und erw. Aufl. 2002, ISBN 3-462-03124-4.)
- Meine Tage als Spitzenreiter: letzte Wahrheiten über Fußball. Verlag Die Werkstatt, Göttingen 2004, ISBN 3-89533-447-2.
- Fast alles über Fußball. Kiepenheuer und Witsch, Köln 2005, ISBN 3-462-03639-4.
- Wie ich einmal vergaß, Schalke zu hassen: wahre Fußballgeschichten.  Kiepenheuer und Witsch, Köln 2007, ISBN 3-462-03792-7.
- Die Fußball-Matrix: auf der Suche nach dem perfekten Spiel, Kiepenheuer und Witsch, Köln 2009, ISBN 978-3-462-04144-6.
- Wenn wir vom Fußball träumen: Eine Heimreise, Kiepenheuer und Witsch, Köln 2014, ISBN 978-3-462-04627-4.
- Matchplan. Die neue Fußball-Matrix. Kiepenheuer und Witsch, Köln 2018, ISBN 978-3-462-05100-1 (vollst. überarbeitete und aktualisierte Ausgabe 2020, ISBN 978-3-462-05428-6).
- Wir werden ewig leben: Mein unglaubliches Jahr mit dem 1. FC Union Berlin. KiWi-Paperback, Köln 2020, ISBN 978-3-462-00111-2
- Um jeden Preis: Die wahre Geschichte des modernen Fußballs von 1992 bis heute. Kiepenheuer und Witsch, Köln 2022, ISBN 978-3-462-00373-4.

## Auszeichnungen
- 2010: Fußballbuch des Jahres beim Deutschen Fußball-Kulturpreis für Die Fußball-Matrix: auf der Suche nach dem perfekten Spiel
- 2015: Fußballbuch des Jahres beim Deutschen Fußball-Kulturpreis für Wenn wir vom Fußball träumen: Eine Heimreise[10]
- 2023: Fußballbuch des Jahres beim Deutschen Fußball-Kulturpreis für Um jeden Preis: Die wahre Geschichte des modernen Fußballs von 1992 bis heute[11]